# 롯코촌
롯코촌(六甲村)은 효고현 무코군에 있던 촌이다. 현재의 고베시에 해당한다.

## 역사
- 1889년 4월 1일 - 정촌제 시행에 의해 우바라군 롯코촌이 성립하였다.
- 1896년 4월 1일 - 무코군이 성립하여 소속이 변경되었다.
- 1929년 4월 1일 - 무코촌의 일부를 분립해 미카게정과 고베시에 편입되어 동일 롯코촌은 폐지되었다.

## 교통

### 철도
- 한신 전기 철도
  - 고베본선

## 참고문헌
- 大日本篤農家名鑑編纂所編『大日本篤農家名鑑』大日本篤農家名鑑編纂所、1910年。
- 篠田皇民『伝家之宝典 自治団体之沿革 兵庫県之部』東京都民新聞社地方自治調査会、1932年。
- 『가도카와 일본 지명 대사전 28 兵庫県』。